# Шахтёрск (аэропорт)

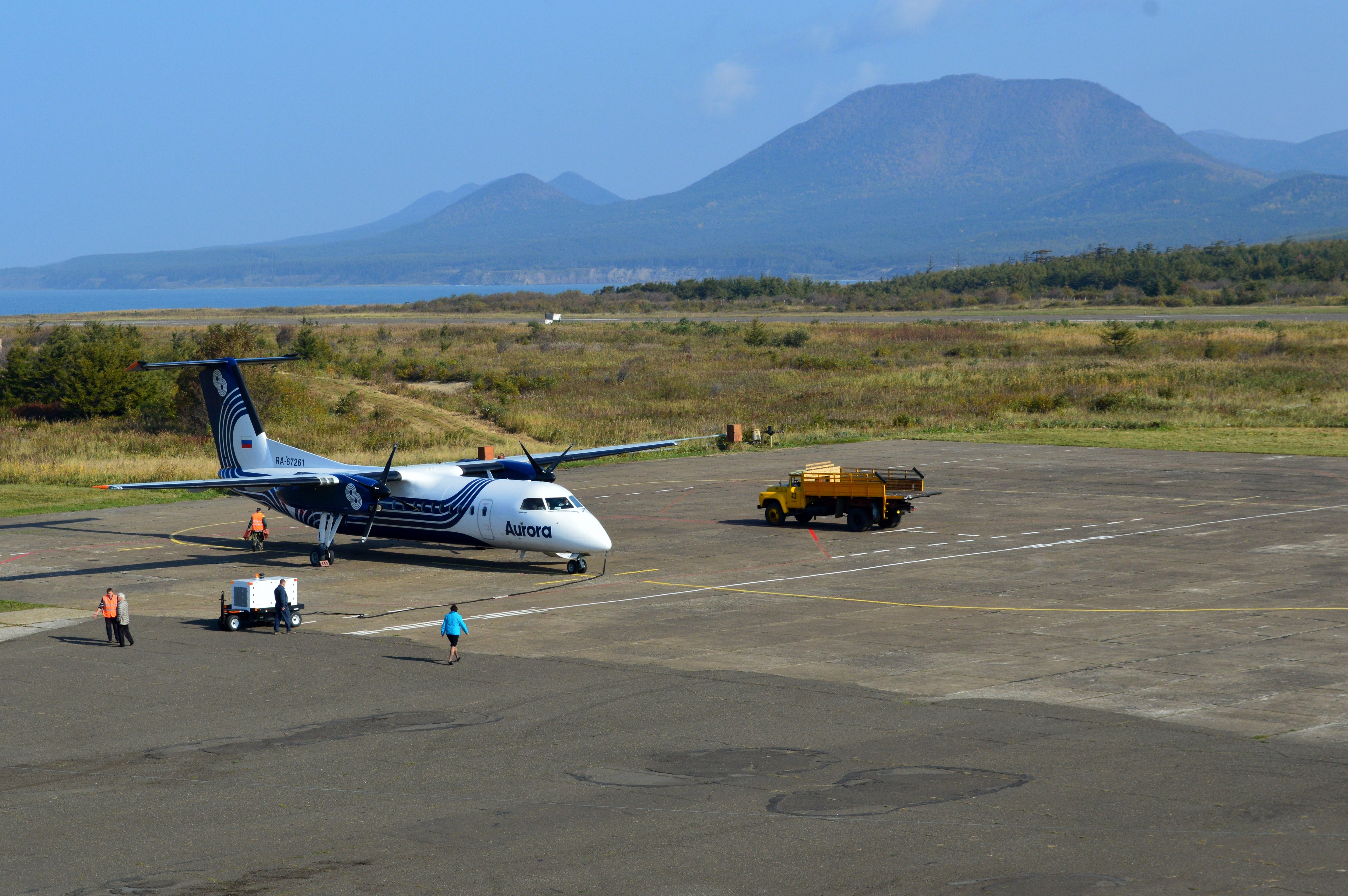
Обслуживание самолёта авиакомпании «Аврора», выполняющего рейс Южно-Сахалинск — Шахтёрск — Хабаровск, в аэропорту Шахтёрск

Шахтёрск — аэропорт одноимённого посёлка городского типа в Сахалинской области. Создан в 1940-х годах, во время японской оккупации южного Сахалина, как военный аэродром. Гражданские пассажирские перевозки осуществляются с 1957 года.
В советское время через аэропорт выполнялось до трёх рейсов в день в Хабаровск, двух — в Южно-Сахалинск, одного — в Зональное.
В 1992 году регулярные полёты прекратились, однако аэропорт не был закрыт окончательно, выполняя роль запасного для рейсов в Оху и на Курилы. С 2000 года регулярные полёты возобновились. В разное время аэропорт использовали авиакомпании «Дальавиа», «Дагестанские Авиалинии», «Амурские Авиалинии», «Аврора». Выполнялись рейсы на Советскую Гавань, Владивосток.
В настоящее время из аэропорта Шахтёрск авиакомпанией «Аврора» регулярно совершаются рейсы в Южно-Сахалинск.

## Принимаемые типыВС
Ан-24, Ан-26, Ан-28, Ан-30, Ан-32, Ан-72, Ан-74, Л-410, Як-40, DHC-8-100, DHC-8-200, DHC-8-300 и др. типы ВС 3-4 класса, вертолёты всех типов. Классификационное число ВПП (PCN) 17/F/C/Y/T.

## Показатели деятельности
| год        | 2014 | 2015 | 2016 | 2017 | 2019 | 2020 | 2021 |
| пассажиров | 5211 | 5758 | 3613 | 7939 | 3534 | 1759 | 8347 |
| Источники: |      |      |      |      |      |      |      |